# Метро, Рода
Доктор Рода Бубендей Метро (англ. Dr. Rhoda Bubendey Metraux; 1914—2003) — антрополог, специалистка по гаитянскому вуду и группе новогвинейских папуасов Ятмул. В своих исследованиях вуду сотрудничала с Альфредом Метро, второй женой которого некоторое время была. Во время Второй мировой войны доктор Метро возглавляла секцию немецкой морали в американском Управлении стратегических служб (OSS).

## Личная жизнь
Сожительствовала с Маргарет Мид в последние годы жизни последней. Вместе они написали несколько книг и множество статей.

## Работы
- The Study of Culture at a Distance (1953)
- Themes of French Culture (1954)
- Culture and Psychotherapy (1974)
- A Way of Seeing (1975)
- «An Interview with Santa Claus» (1978)

Работы Метро о группе Ятмул:
- «Eidos and Change: Continuity in Process, Discontinuity in Product.» In Socialization in Cultural Communication, 1976, T. Schwartz, ed. pp. 201 16. Berkeley: University of California Press.
- «Aristocracy and Meritocracy: Leadership among the Eastern Iatmul.» Anthropological Quarterly 51 (1978) 47 58.
- «Music in Tambunum.» In Sepik Heritage: Tradition and Change in Papua New Guinea, 1990, N. Lutkehaus et al., eds. pp. 523 34. Durham: Carolina Academic Press.